# Захарчук Дмитро Васильович
Дмитро́ Васи́льович Захарчу́к (31 травня 1974, Київ — 5 жовтня 2022, Херсонський напрямок)  — солдат Збройних сил України, учасник російсько-української війни. Чемпіон Європи (двічі) та призер Чемпіонату світу з плавання в ластах.

## Життєпис
Дмитро Васильович Захарчук народився 31 травня 1974 року в Києві, у селищі Биківня.
Навчався в школі № 23 (нині — Спеціалізована школа № 23 Деснянського району міста, Путивльська вул., 35).
З дитинства активно займався спортом, був вихованцем Київської спортивної школи з плавання (ДЮСШ «Аквалідер»). У кінці 80-х — на початку 90-х років двічі ставав чемпіоном Європи з плавання в ластах, у 1992 як представник України виборов призове місце на чемпіонаті світу. Майстер спорту міжнародного класу з підводного спорту. Також був кандидатом у майстри спорту з боксу, захоплювався спортивною стрільбою (пістолет, карабін).
Здобув вищу юридичну освіту, став магістром права. Працював в охоронній сфері, зокрема, керівником служби безпеки однієї з провідних українських компаній.
У серпні 2014 року добровільно долучився до 128-ї окремої гірсько-штурмової бригади, де став розвідником-снайпером. У складі 128-ї ОГШБр брав участь у боях за Дебальцеве та його околиці взимку 2015 року, пройшовши найгарячіші точки Дебальцевського плацдарму — Рідкодуб, Нікішине, Кам'янку. Зумів вийти з оточення під Дебальцевим («дебальцевський котел»). За мужність і героїзм, проявлені в боях під Дебальцевим, нагороджений орденом «За мужність» ІІІ ступеня.
Після демобілізації повернувся до попередньої роботи. У вільний час займався підводним плаванням, а також брав участь у походах до історико-культурного заповідника «Трахтемирів», де долучався до науково-практичних конференцій та експедицій історико-краєзнавчого спрямування.
Узимку 2022 року, після початку повномасштабного вторгнення РФ, Дмитро Захарчук повернувся до лав Збройних сил України. Ділився досвідом із молодими бійцями.
Загинув 5 жовтня 2022 року під час виконання бойового завдання на Херсонському напрямку. У Дмитра Захарчука залишилися дружина й троє дітей — двоє синів і дочка. 
Похований 10 жовтня 2022 на Байковому кладовищі в Києві.

## Нагороди
- Орден «За мужність» III ступеня — за особисту мужність і героїзм, виявлені у захисті державного суверенітету та територіальної цілісності України, вірність військовій присязі під час російсько-української війни (26 лютого 2015 р.)[1]
- Нагрудний знак «За зразкову службу» (2015 р.)
- Відзнака 128-ї окремої гірсько-штурмової бригади «Срібний едельвейс» (2020 р.)
- Відзнака командувача Оперативного командування «Південь» (2022 р.)

## Вшанування пам'яті
- У червні 2024 на фасаді спеціалізованої школи № 23 Деснянського району міста Києва (Путивльська вулиця, 35), випускником якої був Дмитро Захарчук, урочисто відкрито меморіальну дошку героєві.[2]
- 12 грудня 2024 року Київська міська рада ухвалила рішення про перейменування Ушицької вулиці в Деснянському районі міста на вулицю Дмитра Захарчука (проживав на цій вулиці).[5] Це комеморативне перейменування було здійснено у відповідь на звернення органу місцевого самоврядування «Комітет мікрорайону Биківня», депутатів Київради Юрія Зубка та Віктора Грушка, Громадської ради при Деснянській районній у місті Києві адміністрації та мешканців вулиці, а також за результатами громадського обговорення (11 березня — 11 травня 2024).[6]